# Der teure Hund

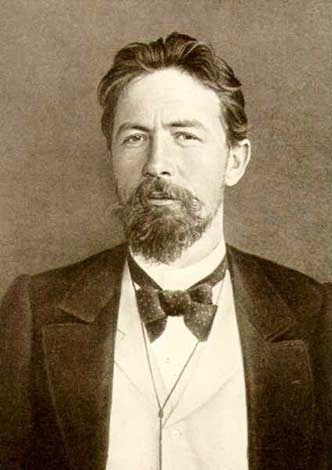
Anton Tschechow

Der teure Hund (russisch Дорогая собака, Dorogaja sobaka) ist eine Kurzgeschichte des russischen Schriftstellers Anton Tschechow, die am 9. November 1885 im Wochenblatt Oskolki erschien. Zu Lebzeiten des Autors wurde der Text ins Deutsche, Polnische, Serbokroatische, Schwedische, Tschechische und Ungarische übersetzt. Die Übertragung ins Deutsche von Wladimir Czumikow erschien 1901 bei Diederichs in Leipzig.

## Inhalt
Leutnant Dubow will seinen Hund Milka loswerden und hat seinen Freund, den Freiwilligen Knaps, als potentiellen Käufer ausgemacht. Nur zweihundert Rubel soll der angeblich reinrassige englische Setter kosten. Weil Knaps ein „Aber“ einwirft, der Leutnant zum Jagen keine Zeit findet und Milka ohne Arbeit vermutlich eingehen wird, will Dubow seinen famosen Jagdhund für hundert und dann für fünfzig abgeben. Knaps bemängelt das weibliche Geschlecht des Hundes. Der Leutnant streitet. Das Tier sei ein Rüde. Dubow spendiert eine Runde Kognak, gibt das weibliche Geschlecht Milkas zu, streicht die Vorteile von Hündinnen heraus und geht mit dem Preis auf fünfundzwanzig herunter. Knaps gesteht, er hat keine Kopeke in der Tasche. Trotzdem verzehrt der Leutnant gemeinsam mit dem Freund eine Portion Rühreier aus der Pfanne. Dubow will nach dem schmackhaften Mahl Milka an Knaps verschenken. Der Freiwillige sträubt sich; meint, er brauche keinen Hund. Auf einmal bekommt Dubow schlechte Laune und schimpft Milka einen widerlichen Köter, eine Mischung aus Hofhund und Schwein. Wachramejew, der Bursche des Leutnants, soll Milka morgen schon zum Abdecker bringen.

## Verfilmung
- 1998, Russland, VID-TV[2] und Tschechow-Kunsttheater Moskau: Tschechow und Company[3], Staffel 4 (russisch) von Sinowi Roisman[4], Dmitri Brusnikin[5] und Alexander Feklistow mit Sergei Schkalikow[6] als Leutnant Dubow und Michail Jefremow als Freiwilligen Knaps.

## Verwendete Ausgabe
- Gerhard Dick (Hrsg.), Wolf Düwel (Hrsg.): Anton Tschechow: Gesammelte Werke in Einzelbänden: Der teure Hund. S. 413–416 in: Gerhard Dick (Hrsg.): Anton Tschechow: Vom Regen in die Traufe. Kurzgeschichten. Aus dem Russischen übersetzt von Ada Knipper und Gerhard Dick. Mit einem Vorwort von Wolf Düwel. 630 Seiten. Rütten & Loening, Berlin 1964 (1. Aufl.)[7]